# The Complete U2
A Complete U2 az iTunes Store online zeneáruházában elérhető U2 összkiadás, megjelent 2004. november 23-án. Ez az első kizárólag digitális formában megjelentetett nagyobb zenei gyűjtemény (box set). 446 dalt tartalmaz, jóformán mindent, amit az együttes valaha kiadott: stúdióalbumok, kislemezek, élő felvételek, ritka és eddig kiadatlan anyagok 1978-tól 2004-ig.

## Tartalma
A teljes U2 diszkográfia, lásd itt.
A következő albumok kizárólag e kiadásban elérhetőek:

### Early Demos
Az Early Demos EP három demófelvételt tartalmaz, a U2 első stúdióban felvett számait. Producerük Barry Devlin volt, a Keystone Studiosban készültek 1978 áprilisában.
1. Street Mission (4:17)
2. Shadows and Tall Trees (demo) (4:40)
3. The Fool (4:15)

A Shadows and Tall Trees egy másik változata rákerült a Boy albumra.

### Live from Boston 1981
A bostoni Paradise Theatre-ben 1981. március 6-án rögzített koncert.
1. The Ocean (2:01)
2. 11 O'Clock Tick Tock (5:02)
3. Touch (3:01)
4. An Cat Dubh / Into the Heart (7:54)
5. Another Time, Another Place (4:33)
6. The Cry / The Electric Co. (4:53)
7. Things to Make and Do (3:05)
8. Stories for Boys (3:03)
9. Twilight (4:27)
10. I Will Follow (3:58)
11. Out of Control (5:18)
12. 11 O'Clock Tick Tock (5:01)
13. The Ocean (2:11)

### U2 Love: Live from the Point Depot
A nem hivatalos felvételként már elterjedt New Year's Eve című, 1989-es, a dublini Point Depotban tartott koncert első hivatalos kiadása.
1. Auld Lang Syne / Where the Streets Have No Name (6:55)
2. I Will Follow (4:20)
3. I Still Haven't Found What I'm Looking For (5:09)
4. MLK (1:53)
5. One Tree Hill (4:52)
6. Gloria (4:34)
7. God, Part II (3:35)
8. Desire (3:10)
9. All Along the Watchtower (4:07)
10. All I Want Is You (1:03)
11. Bad (7:31)
12. Van Diemen's Land (2:59)
13. The Star-Spangled Banner / Bullet the Blue Sky (6:23)
14. Running to Stand Still / Dirty Old Town (5:16)
15. New Year's Day (4:44)
16. Pride (In the Name of Love) (6:03)
17. Party Girl (3:41)
18. Angel of Harlem (4:14)
19. When Love Comes to Town (5:02)
20. Love Rescue Me (6:42)
21. 40 (7:25)

### Unreleased and Rare
Kiadatlan és nehezen hozzáférhető dalok gyűjteménye. A meg nem jelent dalok többsége az All That You Can't Leave Behind és a How to Dismantle an Atomic Bomb lemezek készítésekor keletkezett.
1. Levitate (5:09)
2. Love You Like Mad (4:17)
3. Smile (3:17)
4. Flower Child (4:54)
5. Beautiful Ghost (3:52)
6. Jesus Christ (3:12)
7. Xanax and Wine (4:39)
8. All Because of You (alternate) (3:35)
9. Native Son (3:08)
10. Yahweh (alternate) (4:31)
11. Sometimes You Can't Make It on Your Own (alternate) (5:30)
12. Numb (radio edit) (3:57)
13. Bass Trap (edit) (3:33)
14. Night and Day (Twilight Remix) (5:20)
15. Numb (Gimme Some More Dignity Mix Edit) (5:50)
16. Salomé (Zooromancer Remix Edit) (5:51)
17. Christmas (Baby, Please Come Home) (2:19)
18. Stateless (4:05)

## Külső hivatkozások
- Hivatalos oldal
- U2Wanderer.com – a dalok teljes listája